# HD 21970
HD 21970，又名BD+75 143，SAO 4953、HR 1080，是一颗恒星，视星等为6.27，位于銀經132.81，銀緯16.2，其B1900.0坐标为赤經3h 27m 21.1s，赤緯+75° 16.2′ 26″。